# The Reckoning (libro de Trump)
The Reckoning: Our Nation's Trauma and Finding a Way to Heal es el segundo libro escrito por Mary L. Trump sobre su tío Donald Trump. Precedido en la bibliografía de Mary Trump por Too Much and Never Enough de 2020, fue publicado el 17 de agosto de 2021 por St. Martin's Press.

## Sinopsis
The Reckoning postula que los Estados Unidos han sufrido un trauma desde su inicio debido a la inclusión del racismo sistémico y su fracaso a la hora de abordar la existencia de la supremacía blanca (ejemplificado por la elección del tío del autor, Donald Trump, como presidente de los Estados Unidos en las 2016 y los intentos de anular las Elecciones de 2020). Mary Trump analiza la pandemia de COVID-19 como una fuente más reciente de trauma y critica a la respuesta de Donald y retórica como factores que empeoran la crisis. También argumenta que su tío solo está fingiendo postularse nuevamente en 2024 para recaudar dinero, habiendo argumentado previamente que tendría demasiado miedo de perder de nuevo.

## Temas
Mary Trump sostiene que gran parte de la discordia actual en Estados Unidos es resultado de su "pecado original de la esclavitud" y la persistencia del racismo y la supremacía blanca, una división que su tío Donald ha agravado y explotado. Como resultado, los estadounidenses sufren colectivamente una forma de TEPT.
The Guardian llamó al libro "Una mezcla reveladora de tradición familiar, historia, política y enojo que arroja luz sobre los antecedentes y el legado de Donald Trump".

## Recepción
Las críticas sobre el libro han sido variadas. Lloyd Green, de The Guardian, dice: "Es una lectura menos escabrosa [que Too Much and Never Enough], pero también más oscura. Según Mary Trump, 'nos dirigimos hacia un período aún más oscuro en la historia de nuestra nación. Cada uno de nosotros verá lo que quiera ver. Nuestra guerra civil fría continúa'. Con su segundo libro, Mary Trump ofrece material para la reflexión y material para el molino". Sin embargo, Green también dice: "Mary Trump expresa sus posiciones con pasión, pero tal vez debería detenerse a considerar cómo esas agendas influyen en los votantes". 
Kirkus Reviews lo llama "de valor para aquellos que reflexionan sobre lo que sucedió durante los últimos cinco años y si realmente podemos sanar. Está en su mejor momento, y en el terreno más firme, cuando se lanza contra las deficiencias manifiestas de su tío. Dice: 'Cuando tu motivo no es simplemente ganar a toda costa, sino el agravio y la venganza, eres más peligroso que un sociópata. Donald es mucho peor que eso: es alguien con una herida abierta donde debería estar su alma'". 
En The Washington Post, el comentarista político Joe Klein escribe: "Un gran discurso puede ser catártico, pero necesita disciplina. Trump es descuidada. No hay notas a pie de página. "Demasiadas frases contienen medias verdades y generalizaciones burdas, que no están respaldadas por hechos".